# Basilio López
Basilio López fue un asceta español, monje del monasterio de Valdeiglesias, de la congregación benedictino-cisterciense de Castilla.
Floreció a principios del siglo XVII y se dio a conocer por su obra titulada Calle de Amargura, cómo habemos de seguir a Cristo y meditación de su pasión (Madrid, 1622, en 8.º)